# Filippo Silvestri
Filippo Silvestri (Bevagna, Italia, 22 de junio de 1873 – Portici, 10 de junio de 1949) fue un naturalista, y entomólogo italiano.
Es considerado con Guido Grandi y Antonio Berlese uno de los padres fundadores de la entomología italiana.
Su pasión por la Historia Natural se manifestó en el Liceo, asistiendo con frecuencia al Instituto de Botánica y Zoología de la Universidad de Perugia.
En 1892 se inscribió en la Universidad de Roma, sucesivamente transferido a la de Palermo, se recibió en 1896, con una tesis sobre la embriología de los Miriápodos.
Después de unos años, fue al "Instituto de Anatomía Comparada de Roma", siguiendo a Giovanni Battista Grassi, en el año 1902 entró al Laboratorio de Entomología Agraria de Portici, siendo el director Antonio Berlese. Fue luego Director de este Instituto, alcanzando notoriedad.
Trigona hypogea una especie de abejas meliponas necrófagas descripta por Silvestri en 1902.
También es conocido por haber introducido primero, en Italia, la experimentación en el campo de la lucha biológica; pues en sus viajes de investigación que tuvo una gran cantidad de conocimientos sobre enemigos naturales de la mosca del olivo y de la mosca mediterránea de la fruta. Silvestri fue el autor del aumento del control biológico de mosca de la fruta en las islas de Hawái utilizando la especie del género Opius.

## Honores

### Eponimia
Bevagna, su ciudad natal, nombró a la plaza central Filippo Silvestri
Especies vegetales
- (Asclepiadaceae) Henryastrum silvestrii (Pamp.) Hopp[2]

## Obra
1. 1902. Contribuzione alla conoscenza dei Meliponidi del Bacino del Rio de la Plata. Rivista di Patologia Vegetale. Portici, 10:121-174, pls. 1-3Link en Google
2. 1908. Myriopoda from Porto Rico and Culebra. By Order of the Trustees of the American Museum of Natural History.

### Publicaciones de termitas
- 1901. Nota preliminare sui termitidi sud-americani. Bollettino dei Musei di Zoologia e Anatomia Comparata della Università di Torino XVI (389): 1-8
- 1903. Contribuzione alla conoscenza dei Termiti e Termitofili dell'America Meridionale. Redia 1:1-234
- 1909. Isoptera. En: Die Fauna Südwest-Australia. Vol. 2, ed. × W. Michaelsen & R. Hartmeyer. pp. 279-314
- 1914. Contribuzione alla conoscenza dei Termitidi e Termitofili dell'Africa occidentale. Bollettino del Laboratorio di Zoologia General e Agraria, Portici 9:1-146
- 1923. Descriptiones termitum in Anglorum Guiana. Zoologica 3(16):307-321
- 1928. Descrizioni di due nuove specie di Isoptera dell'Africa. Bollettino del Laboratorio di Zoologia General e Agraria, Portici 21:91-95
- 1946. Nuovo concetto di fasi corrispondenti all'eta della colonia negli individui di una stessa specie componenti una colonia di termiti e descrizione di due specie nuove di Syntermes. Bollettino del Laboratorio di Entomologia Agraria, Portici 6:1-14

- La abreviatura «F.Silvestri» se emplea para indicar a Filippo Silvestri como autoridad en la descripción y clasificación científica de los vegetales.[3]

## Abreviatura (zoología)
La abreviatura Silvestri  se emplea para indicar a Filippo Silvestri como autoridad en la descripción y taxonomía en zoología.

## Fuente
- Wiki culturaapicola (enlace roto disponible en Internet Archive; véase el historial, la primera versión y la última).
- Traducción de los Arts. en lengua inglesa y francesa de Wikipedia